# Ghirza

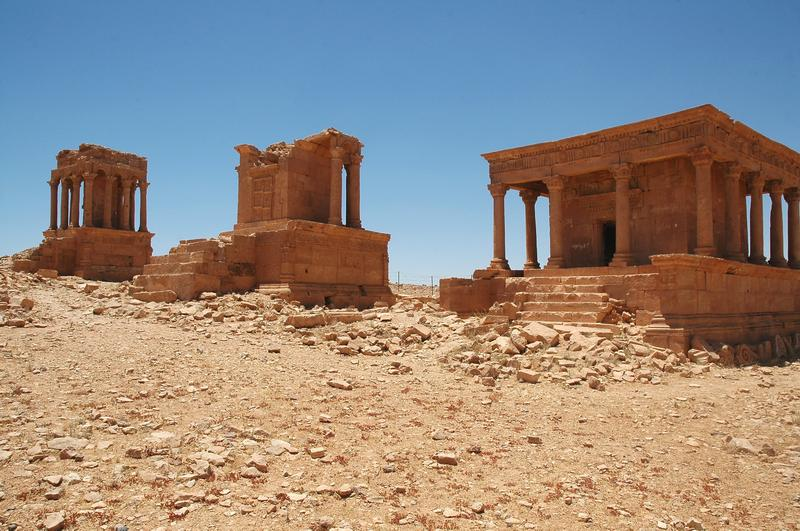
Nekropola w Ghirzie

Ghirza (arab. قرزة = Kirza, Qirzah) - starożytne miasto w Trypolitanii, współcześnie stanowisko archeologiczne w Libii. Natrafiono tu na pozostałości pogranicznego osadnictwa wojskowego starożytnego Rzymu z III wieku n.e. Do naszych czasów zachowało się m.in. resztki 38 domów o charakterze warownym, a także dwie nekropole. Grobowce w kształcie kapliczek z kolumnami zdobione są reliefowymi fryzami, przedstawiającymi wizerunki zmarłych i sceny codziennego życia mieszkańców miasta. 